# Liste des maires de Tain-l'Hermitage
Cet article dresse une liste par ordre de mandat des maires de Tain-l'Hermitage.

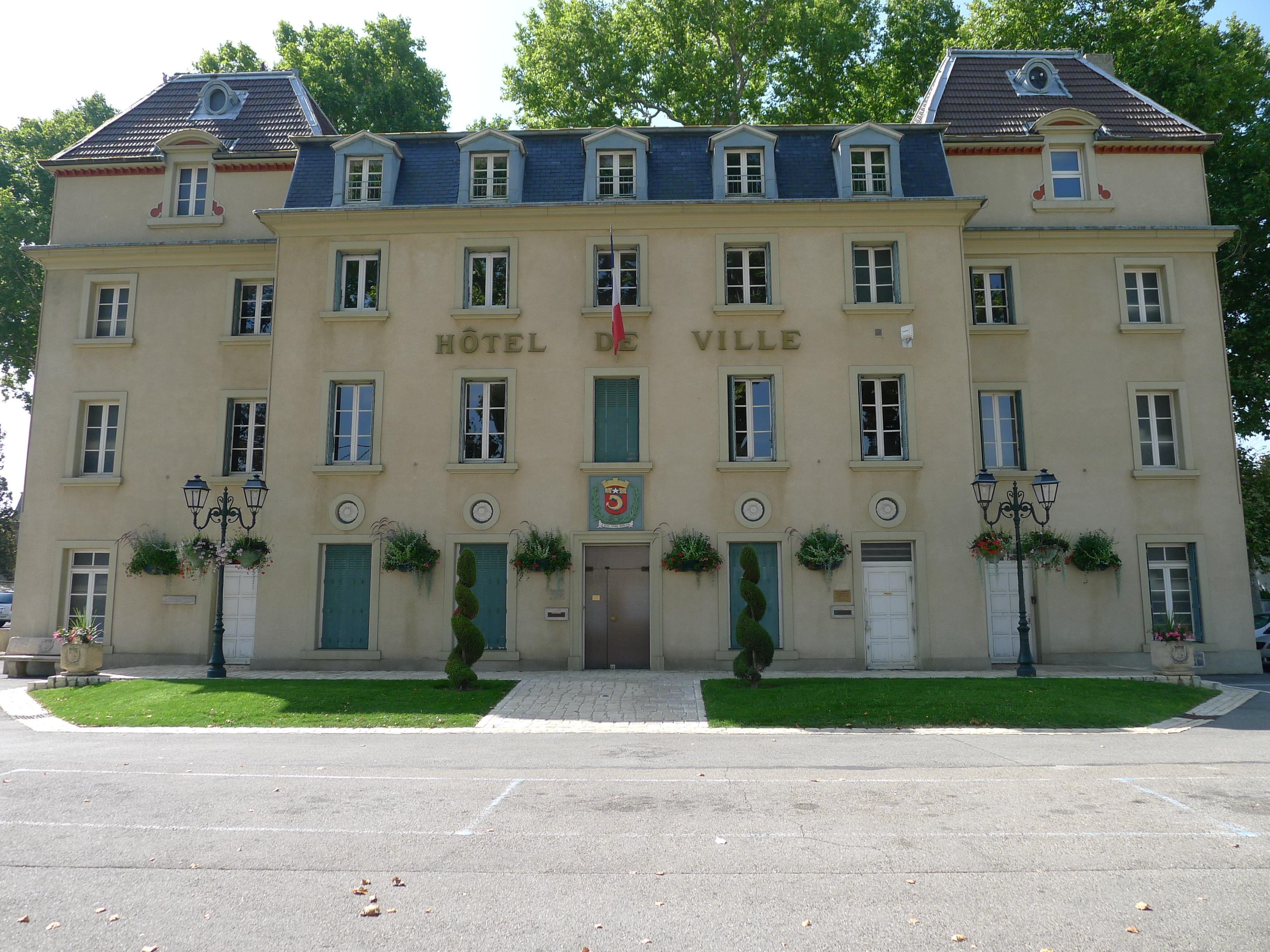
L'hôtel de ville de Tain-l'Hermitage.

## Liste des maires
| Période                                                                   | Période                        | Identité                                    | Étiquette            | Qualité |
| ------------------------------------------------------------------------- | ------------------------------ | ------------------------------------------- | -------------------- | --- |
| Les données manquantes sont à compléter.                                  |                                |                                             |                      | |
| 1823 (10-03)                                                              | 1830 (06-09)                   | Auguste Bergier                             |                      | |
| 1830 (06-09)                                                              | 1835 (03-01)                   | Charles Prosper Jourdan                     |                      | |
| 1835 (03-01)                                                              | 1840 (24-11)                   | Marc Macker                                 |                      | |
| 1840 (24-11)                                                              | 1842 (25-11)                   | Féréol Jean-Jacques Bret                    |                      | |
| 1842 (25-11)                                                              | 1848 (14-03)                   | Pierre Laurent Bergeron                     |                      | |
| 1848 (14-03)                                                              | 1848 (10-08)                   | Louis Barthélémy Rey                        |                      | |
| 1848 (10-08)                                                              | 1849 (10-12)                   | Louis André Jean Raphaël de Cordoue         |                      | |
| 1849 (10-12)                                                              | 1861 (19-09)                   | Louis Charles Marie Hector Mure de Larnage  |                      | conseiller général de Tain-l'Hermitage                                                                                                |
| 1861 (09-11)                                                              | 1863 (10-10)                   | Jean Paul Ange Henri Monier de la Sizeranne |                      | propriétaire terrien conseiller général de Tain-l'Hermitage député sénateur                                                           |
| 1863 (11-10)                                                              | 1866 (23-02)                   | Louis François Crozel                       |                      | |
| 1866 (24-02)                                                              | 1870 (19-09)                   | Féréol Jean-Jacques Bret                    |                      | |
| 1870 (19-09)                                                              | 1873 (19-06)                   | Marie Joseph Peala                          |                      | conseiller général de Tain-l'Hermitage                                                                                                |
| Les données manquantes sont à compléter. : depuis la fin du Second Empire |                                |                                             |                      | |
| 1871                                                                      |                                | Marie Joseph Peala                          |                      | maire sortant |
| 1873 (19-06)                                                              | 1875 (07-10)                   | Henri Machon                                |                      | |
| 1874                                                                      |                                | Henri Machon                                |                      | maire sortant |
| 1875 (07-10)                                                              | 1878 (22-02)                   | Vincent Marie Mure de Larnage               |                      | |
| 1878 (22-02)                                                              | 1881 (10-08)                   | Henri Machon                                |                      | |
| 1881 (10-08)                                                              | 1884 (07-10)                   | Marie Joseph Peala                          |                      | conseiller général de Tain-l'Hermitage                                                                                                |
| 1884 (07-10)                                                              | 1891 (22-03)                   | Raymond Mure de Larnage                     |                      | |
| 1888                                                                      |                                | Raymond Mure de Larnage                     |                      | maire sortant |
| 1891 (22-03)                                                              | 1892 (15-05)                   | Édouard Delas                               |                      | |
| 1892 (15-05)                                                              | 1896 (17-05)                   | Émile Gazet                                 |                      | conseiller général de Tain-l'Hermitage                                                                                                |
| 1896 (17-05)                                                              | 1905 (08-10)                   | Marie Joseph Peala                          |                      | conseiller général de Tain-l'Hermitage                                                                                                |
| 1900                                                                      |                                | Marie Joseph Peala                          |                      | maire sortant |
| 1904                                                                      |                                | Marie Joseph Peala                          |                      | maire sortant |
| 1905 (08-10)                                                              | 1908 (03-05)                   | Ernest Bouchet                              |                      | |
| 1908 (08-05)                                                              | 1911 (24-12)                   | Henri Defer                                 |                      | |
| 1911 (25-12)                                                              | 1925 (16-05)                   | Pierre Perrier                              |                      | |
| 1912                                                                      |                                | Pierre Perrier                              |                      | maire sortant |
| 1919                                                                      |                                | Pierre Perrier                              |                      | maire sortant |
| 1925 (17-05)                                                              | 1937 (18-04)                   | Joseph Roux                                 |                      | |
| 1929                                                                      |                                | Joseph Roux                                 |                      | maire sortant |
| 1935                                                                      |                                | Joseph Roux                                 |                      | maire sortant |
| 1937 (18-04)                                                              | 1941 (06-02)                   | Albert Nicolas                              |                      | conseiller général de Tain-l'Hermitage                                                                                                |
| 1941 (06-02)                                                              | 1941 (27-02)                   | Alphonse Besson                             |                      | |
| 1941 (27-02)                                                              | 1944 (08-07)                   | Daniel Chieze                               |                      | |
| 1944 (01-09)                                                              | 1947 (31-10)                   | Albert Nicolas                              |                      | conseiller général de Tain-l'Hermitage                                                                                                |
| 1945                                                                      |                                | Albert Nicolas                              |                      | maire sortant |
| 1947 (31-10)                                                              | 1954 (13-09)                   | Louis Pinard                                |                      | |
| 1953                                                                      |                                | Louis Pinard                                |                      | maire sortant |
| 1954 (19-09)                                                              | 1983 (12-03)                   | Paul Durand                                 | UDF                  | |
| 1959                                                                      |                                | Paul Durand                                 |                      | maire sortant |
| 1965                                                                      |                                | Paul Durand                                 |                      | maire sortant |
| 1971                                                                      |                                | Paul Durand                                 |                      | maire sortant |
| 1977                                                                      |                                | Paul Durand                                 |                      | maire sortant |
| 1983 (13-03)                                                              | 1989 (12-03)                   | René Rouveure                               |                      | |
| 1989 (13-03)                                                              | 1995 (17-06)                   | Maurice Alloncle                            | PS                   | maire de Chanos-Curson (1959-1983) conseiller général de Tain-l'Hermitage (1967-1992)                                                 |
| 1995 (18-06)                                                              | 2017 (06-11)                   | Gilbert Bouchet                             | RPR puis UMP puis LR | hôtelier conseiller municipal (2017-) conseiller général de Tain-l'Hermitage (1992-2014) sénateur (2014,-)                            |
| 2001                                                                      |                                | Gilbert Bouchet                             |                      | maire sortant |
| 2008                                                                      |                                | Gilbert Bouchet                             |                      | maire sortant |
| 2014                                                                      |                                | Gilbert Bouchet                             |                      | maire sortant |
| 2017 (06-11)                                                              | 2020                           | Xavier Angeli ,                             |                      | inspecteur assurances 1er adjoint au maire, 1er vice-président de la CA Hermitage-Tournonais-Herbasse-Pays de Saint Félicien, (2017-) |
| 2020                                                                      | En cours (au 16 décembre 2020) | Xavier Angeli                               | DVD                  | maire sortant |